# Denitryfikacja
Denitryfikacja – reakcja chemiczna polegająca na redukcji azotanów do azotu.

## Przebieg procesu
Redukcja azotanów do azotynów to denitryfikacja częściowa a denitryfikacja do azotu atmosferycznego to denitryfikacja całkowita. Proces ten jest przeprowadzany przez różne bakterie (określane jako bakterie denitryfikacyjne), jako jedna z postaci oddychania beztlenowego, np. heterotroficzną bakterię (Pseudomonas fluorescens). Zarówno denitryfikacja, jak i nitryfikacja są częściami obiegu azotu w przyrodzie. Istnieją organizmy zdolne jednocześnie do denitryfikacji całkowitej, jak i procesu (częściowo) odwrotnego, tj. wiązania azotu cząsteczkowego i przekształcania go do postaci użytecznych biologicznie (diazotrofia), np. niektóre bakterie z rodzaju Azospirillum.

## Zastosowanie
W rolnictwie zabiegi agrotechniczne zwiększające przewietrzanie gleby sprzyjają zatrzymywaniu azotu w postaci przyswajalnej dla roślin, co oznacza że wzbogacenie gleby w tlen hamuje proces denitryfikacji, a roślina może przetrwać nawet przy małej ilości bakterii symbiotycznych, które będą dla niej syntetyzować przyswajalne związki azotu. Rolę bakterii przejmie bowiem dostarczony do gleby tlen.
Proces denitryfikacji nie jest procesem odwrotnym do procesu nitryfikacji (w którym substratem jest amoniak i jego pochodne).

## Znaczenie
- zmniejszenie ilości przyswajalnego azotu,
- usuwa nadmiar NO−
2 i NO−
3 ze środowiska,
- zamyka obieg azotu.